# 鈴木繁伴
鈴木 繁伴（すずき しげとも、生没年不詳）は、鎌倉時代後期から南北朝時代の武将。諱ははじめ重伴。足利氏満から伊豆国・相模国の船大将を命じられ、東国における幕府水軍の総大将を務めた。

## 概要
はじめ紀伊国藤白に居住したが、元弘元年（1331年）に後醍醐天皇が鎌倉幕府倒幕の旗を挙げたとき、鎌倉幕府14代執権の北条高時の命により熊野に来た護良親王と戦った。しかし鎌倉幕府は倒れて窮地に陥り、建武3年（1336年）、郎党の渡邉氏、加藤氏、武氏、木島法印ら30余名を率いて海路で伊豆国に下向し江梨村に潜伏した。その後、後醍醐天皇の建武の新政が崩壊すると、本拠の紀伊国藤白に戻った。
観応2年（1351年）、足利尊氏と弟の足利直義が争った薩埵峠の戦いで直義派について敗れ、再び伊豆の江梨村に逃れた。『巡礼問答』によればこのとき繁伴は一騎で渚に沿って落ちのびていたところ、沼津西光寺浜で追いかかる敵八騎を斬り倒し抜きたる太刀が「数珠丸」として江梨鈴木家に伝わっていたが、明応地震津波により失したという。大瀬崎の先端部にある「鈴木繁伴館」は、繁伴が江梨村に来住した際に築いた初期の居館とされ、江梨の大瀬神社で祭祀にいそしんだとされる。諱ははじめ重伴だったが、江梨下向後に繁伴に改めた。
その後、鎌倉公方の足利基氏に帰属して関東管領の上杉憲顕から江梨村の領有権を認められた。貞治6年（1367年）には足利氏満に招かれて、伊豆国・相模国の船大将を命じられ、東国における室町幕府水軍の総大将となった。また、鎌倉公方に招かれて伊豆江梨村に下ったのは繁伴の子・鈴木重行の代とする説もある。